# Pravdivý příběh
Pravdivý příběh (v anglickém originále True Story) je americký mysteriózní thrillerový film z roku 2015. Režie se ujal Ruper Goold a scénáře Goold a David Kajganich. Film vznikl na motiv stejnojmenných memoárů Michaela Finkela. Hlavní role hrají Jonah Hill, James Franco, Felicity Jones, Gretchen Mol, Betty Gilpin a John Sharian. Film měl celosvětovou premiéru na filmovém festivalu Sundance. Ve Spojených státech měl premiéru dne 17. dubna 2015. V České republice nebyl promítán v kinech.

## Obsazení
- Jonah Hill jako Michael Finkel
- James Franco jako Christian Longo
- Felicity Jones jako Jill Barker
- Robert John Burke jako Greg Ganley
- Connor Kikot jako Zachary Longo
- Gretchen Mol jako Karen
- Betty Gilpin jako Cheryl
- John Sharian jako šerif
- Robert Stanton jako Jeffrey Gregg
- Maria Dizzia jako Mary Jane Longo
- Genevieve Angelson jako Tina Alvis
- Dana Eskelson jako Joy Longo
- Joel Garland jako Dan Pegg
- Rebecca Henderson jako Ellen Parks
- Charlotte Driscoll jako Sadie Longo
- Maryann Plunkett jako Maureen Duffy

## Přijetí

### Recenze
Na recenzní stránce Rotten Tomatoes získal z 159 započtených recenzí 43 procent s průměrným ratingem 5,4 bodů z deseti. Na serveru Metacritic snímek získal z 40 recenzí 50 bodů ze sta. Na Česko-Slovenské filmové databázi si snímek k 2. srpnu drží 58 procent.

### Nominace
Film získal tři nominaci na cenu Teen Choice Awards v kategorii nejlepší herec ve filmovém dramatu (Franco a Hill) a nejlepší herečka ve filmovém dramatu (Jones). 